# Vila do Conde Porto Fashion Outlet
O Vila do Conde Porto Fashion Outlet é uma superfície comercial situada na zona do Mindelo, Vila Chã e Modivas, em Vila do Conde, Portugal.

## Localização
O Parque Nassica localiza-se no concelho de Vila do Conde, mais especificamente na zona Este de Vila Chã, parte de Mindelo, Modivas e da Zona Industrial de Fajozes. Está situado junto ao IC1 (A28) e à N13 e a pouco mais de 1 km quer da estação Modivas (ligeiramente mais próxima), quer da estação Mindelo do Metro do Porto. Já foi criada uma estação de metro especificamente para o Nassica.

## História
A construção do Parque Nassica foi dividida em três fases, a primeira das quais ficou concluída em 2004 e consiste apenas no Factory, um centro comercial outlet que rapidamente se estabeleceu como a galeria do género mais visitada de Portugal e a segunda mais visitada da Europa, atraindo inclusivamente consumidores vindos de Espanha. A segunda fase do projecto, com inauguração prevista para 2009, aumentará a superfície do centro comercial para mais do dobro da actual, através da construção de lojas (incluindo um hipermercado Continente), zonas de restauração e lazer, bowling e cinemas. Numa terceira fase prevê-se a construção de um parque empresarial, uma zona residencial e possivelmente um hotel. Quando concluído, o Parque Nassica terá uma área de cerca de 350.000 m² e representará um investimento total de cerca de 250 milhões de euros. O complexo resultante assumirá o estatuto de maior centro de lazer, empresarial e comercial do país.
O projecto, contudo, não está alheio a alguma polémica, com a associação Amigos do Mindelo e vários grupos ambientalistas, incluindo a Quercus, a contestar a inexistência de um Estudo de Impacte Ambiental atempado, especialmente considerando o facto de grande parte do empreendimento ser realizado numa área de Reserva Agrícola Nacional.
A Neinver, empresa promotora do Parque Nassica, é pioneira na implementação de outlets em Espanha (onde inaugurou o primeiro Factory em 1996), Polónia e Portugal, onde o Parque Nassica é a sua única superfície comercial.
Em novembro 2021 conclui o processo de renovação dos seus espaços, obra que custou 13 milhões de euros.

## Características
Em 2008 o Parque Nassica é constituído por um edifício de apenas um piso com uma superfície de 15.000 m², complementado por 1.600 lugares de estacionamento gratuito ao ar livre. É o único outlet coberto em Portugal, o que lhe confere um aspecto mais semelhante ao dos centros comerciais convencionais. A cobertura de vidro permite a entrada da luz solar, estando os corredores decorados com peças de artistas da região.

### Lojas
O Gemunde The Style Outlets funciona segundo o conceito outlet, isto é, as 150 lojas que o constituem, na sua grande maioria da área da moda, disponibilizam produtos de marcas internacionalmente reconhecidas a preços significativamente reduzidos, normalmente para escoamento de stocks de colecções anteriores. Algumas das marcas representadas no Factory são a Nike, a Pierre Cardin, a Carolina Herrera ou a Swatch.
A superfície comercial inclui ainda alguns cafés e restaurantes, servidos por uma praça de alimentação.

### Reconhecimento
O Factory foi considerado pelo Internacional Council of Shopping Centres o melhor outlet da Europa em 2006 — um prémio que tem em conta a arquitectura, o design de interiores, o posicionamento, a estratégia de comunicação da marca, a gestão e a relevância do projecto para a comunidade envolvente.